# 阿諾·戴普勒尚
阿諾·戴普勒尚（法語：Arnaud Desplechin，法語：[aʁno depləʃɛ̃]，1960年10月31日—）是一位法國導演，其作品曾多次入圍坎城影展。凭借2015年电影《青春的三段回憶》赢得盧米埃獎最佳導演和凱薩獎最佳導演。

## 作品
- 《戀屍狂（法语：La Sentinelle (film, 1992)）》（La Sentinelle，1992）
- 《我如何爭辯（我自己的性生活）》（Comment je me suis disputé… (ma vie sexuelle)，1996）
- 《舞影人生》（Esther Kahn，2000）
- 《內心戲中戲（法语：Léo, en jouant « Dans la compagnie des hommes »）》（Léo en jouant "Dans la compagnie des hommes"，2003）
- 《國王與皇后》（Rois et Reine，2004）
- 《屬於我們的聖誕節》（Un conte de Noël, 2008）
- 《平原上的吉米》（Jimmy P. (Psychothérapie d'un Indien des Plaines)，2013）
- 《青春的三段回憶》（Trois Souvenirs de ma jeunesse，2015）
- 《當舊愛回來過》（Les Fantômes d'Ismaël，2017）
- 《今夜，我們無罪》（Roubaix, une lumière，2019）
- 《書情話慾》（Tromperie，2021）
- 《姐弟（法语：Frère et Sœur (film)）》（Frère et Sœur，2022）

## 外部連結
- 阿諾·戴普勒尚在互联网电影资料库（IMDb）上的資料（英文）
- 阿諾·戴普勒尚在豆瓣上的资料（简体中文）